# 阿拉吉爾區

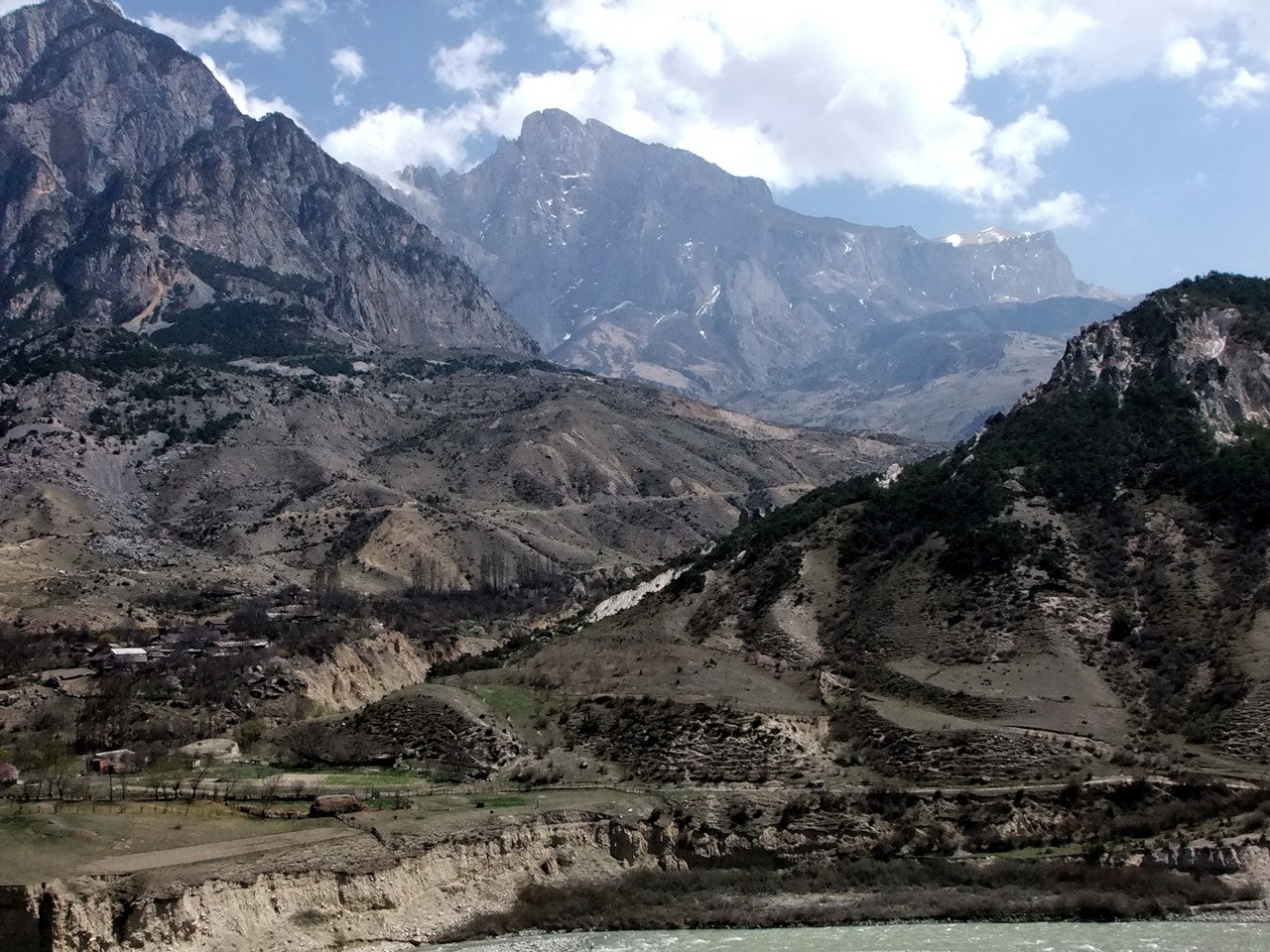

42°51′N 44°07′E / 42.850°N 44.117°E
阿拉吉爾區（俄语：Алагирский район），是俄羅斯的一個區，位於該國西南部，由北奧塞梯-阿蘭共和國負責管轄，面積2,135平方公里，2010年人口38,830，人口密度每平方公里18.19人。